# Seznam medailistů na mistrovství Československa a Česka mužů a žen v hodu oštěpem

### Vícenásobní vítězové
- 9x Miloš Vojtek
- 6x Lumír Kiesewetter, Vítězslav Veselý, Jakub Vadlejch
- 5x Zdeněk Adamec, Tomáš Babiak, Miroslav Guzdek
- 4x Josef Dušátko, Pavel Jílek, Petr Frydrych, Jan Železný
- 3x Patrick Landmesser

### Muži
| Rok          | Místo              | Zlato              | Výkon           | Stříbro            | Bronz              |
| ------------ | ------------------ | ------------------ | --------------- | ------------------ | ------------------ |
| MR ČSR 1945  | Praha              | Jaroslav Friedrich | 55,87 m         | Vladimír Habr      | Ludvík Wünsch      |
| MR ČSR 1946  | Praha              | Lumír Kiesewetter  | 58,00 m         | Jaroslav Friedrich | Václav Kučera      |
| MR ČSR 1947  | Praha              | Lumír Kiesewetter  | 59,50 m         | Pavol Maľa         | František Výskala  |
| MR ČSR 1948  | Praha              | Lumír Kiesewetter  | 63,21 m         | Josef Strnádek     | Ludvík Písek       |
| MR ČSR 1949  | Praha              | Lumír Kiesewetter  | 58,53 m         | František Výskala  | Josef Strnádek     |
| MR ČSR 1950  | Bratislava         | Lumír Kiesewetter  | 66,88 m         | Josef Haferník     | Luděk Wünsch       |
| MR ČSR 1951  | Brno               | Lumír Kiesewetter  | 60,79 m         | Oldřich Varmužka   | Jan Perek          |
| MR ČSR 1952  | Praha              | Josef Strnádek     | 63,04 m         | Miloš Kopřiva      | Josef Haferník     |
| MR ČSR 1953  | Praha              | Pavel Jílek        | 64,44 m         | Jan Perek          | Jaroslav Uhlář     |
| MR ČSR 1954  | Ostrava            | Jaroslav Uhlář     | 66,93 m         | Miloš Kopřiva      | Jan Perek          |
| MR ČSR 1955  | Brno               | Pavel Jílek        | 66,56 m         | Josef Dušátko      | Miloš Kopřiva      |
| MR ČSR 1956  | Bratislava         | Pavel Jílek        | 69,90 m         | Miloš Kopřiva      | Josef Dušátko      |
| MR ČSR 1957  | Praha              | Pavel Jílek        | 65,98 m         | Josef Dušátko      | Josef Poruba       |
| MR ČSR 1958  | Ostrava            | Miloš Vojtek       | 69.23 m         | Josef Dušátko      | Pavel Jílek        |
| MR ČSR 1959  | Praha              | Miloš Vojtek       | 70,55 m         | Jan Perek          | Miloš Kopřiva      |
| MR ČSSR 1960 | Brno               | Jan Perek          | 69,83 m         | Josef Dušátko      | Josef Poruba       |
| MR ČSSR 1961 | Praha              | Miloš Vojtek       | 72,05 m         | Josef Dušátko      | Pavel Jílek        |
| MR ČSSR 1962 | Ostrava            | Miloš Vojtek       | 69,69 m         | Vladimír Poskočil  | Josef Dušátko      |
| MR ČSSR 1963 | Hradec Králové     | Josef Dušátko      | 72,78 m         | Vladimír Poskočil  | Miloš Vojtek       |
| MR ČSSR 1964 | Praha              | Josef Dušátko      | 79,13 m         | Vladimír Poskočil  | Jiří Šilhan        |
| MR ČSSR 1965 | Zábřeh             | Josef Dušátko      | 74,94 m         | Miloš Vojtek       | Václav Wurm        |
| MR ČSSR 1966 | Třinec             | Miloš Vojtek       | 75,66 m         | Josef Dušátko      | Ondrej Hunčík      |
| MR ČSSR 1967 | Sokolov            | Josef Dušátko      | 73,22 m         | Josef Kolář        | Jiří Šilhan        |
| MR ČSSR 1968 | Jablonec nad Nisou | Miloš Vojtek       | 72,72 m         | Andrej Hunčík      | Lubomír Pivoňka    |
| MR ČSSR 1969 | Považská Bystrica  | Miloš Vojtek       | 77,09 m         | Jan Bartek         | Ondrej Hunčík      |
| MR ČSSR 1970 | Ostrava            | Miloš Vojtek       | 79,18 m         | Jaroslav Halva     | Andrej Hunčík      |
| MR ČSSR 1971 | Praha              | Miloš Vojtek       | 74,54 m         | Jan Bartek         | Ondřej Hunčík      |
| MR ČSSR 1972 | Praha              | Jan Bartek         | 75,58 m         | Miroslav Němec     | Miloš Vojtek       |
| MR ČSSR 1973 | Banská Bystrica    | Jaroslav Halva     | 76,82 m         | Jan Bartek         | Tomáš Babiak       |
| MR ČSSR 1974 | Praha              | Tomáš Babiak       | 74,46 m         | Jaroslav Halva     | Jan Bartek         |
| MR ČSSR 1975 | Bratislava         | Tomáš Babiak       | 78,14 m         | Zdeněk Adamec      | Jaroslav Halva     |
| MR ČSSR 1976 | Třinec             | Tomáš Babiak       | 83,10 m         | Jaroslav Halva     | Jan Bartek         |
| MR ČSSR 1977 | Ostrava            | Josef Hanák        | 74,54 m         | Tomáš Babiak       | Jaroslav Halva     |
| MR ČSSR 1978 | Praha              | Jan Bartek         | 76,76 m         | Zdeněk Adamec      | Tomáš Babiak       |
| MR ČSSR 1979 | Praha              | Tomáš Babiak       | 77,32 m         | Jozef Hanušovský   | Zdeněk Adamec      |
| MR ČSSR 1980 | Praha              | Zdeněk Adamec      | 78,28 m         | Tomáš Babiak       | Jozef Hanušovský   |
| MR ČSSR 1981 | Ostrava            | Tomáš Babiak       | 79,58 m         | Zdeněk Adamec      | Vladimír Kobosil   |
| MR ČSSR 1982 | Praha              | Jozef Hanušovský   | 77,02 m         | Zdeněk Adamec      | Vladimír Kobosil   |
| MR ČSSR 1983 | Praha              | Zdeněk Adamec      | 82,42 m         | Tomáš Babiak       | Jan Kolář          |
| MR ČSSR 1984 | Praha              | Zdeněk Adamec      | 84,88 m         | Jan Kolář          | Milan Sobotka      |
| MR ČSSR 1985 | Praha              | Zdeněk Adamec      | 88,26 m         | Jan Kolář          | Štefan Lengyel     |
| MR ČSSR 1986 | Bratislava         | Jan Železný        | 79,36 m         | Zdeněk Adamec      | Štefan Lengyel     |
| MR ČSSR 1987 | Třinec             | Zdeněk Adamec      | 79,44 m         | Vladimír Daněk     | Zdeněk Nenadál     |
| MR ČSSR 1988 | Praha              | Zdeněk Nenadál     | 77,26 m         | Libor Kverek       | Vladimír Daněk     |
| MR ČSSR 1989 | Banská Bystrica    | Zdeněk Nenadál     | 77,48 m         | Vladimír Daněk     | Pavol Jackuliak    |
| MR ČSFR 1990 | Praha              | Jan Železný        | 82,18 m         | Patrick Cmero      | Libor Kverek       |
| MR ČSFR 1991 | Ostrava            | Ján Garaj          | 76,60 m         | Libor Kverek       | Peter Zifčák       |
| MR ČSFR 1992 | Nitra              | Miloš Steigauf     | 78,22 m         | Libor Kverek       | Michal Hunčík      |
| MR ČR 1993   | Jablonec nad Nisou | Miloš Steigauf     | 72,04 m         | Libor Kverek       | Robert Srovnal     |
| MR ČR 1994   | Jablonec nad Nisou | Jan Železný        | 77,28 m         | Miloš Steigauf     | Petr Novák         |
| MR ČR 1995   | Ostrava            | Vladimír Nováček   | 75,64 m         | Robert Srovnal     | Tomáš Mráček       |
| MR ČR 1996   | Praha              | Jan Železný        | 88,46 m Rek. MR | Patrick Landmesser | Robert Srovnal     |
| MR ČR 1997   | Třinec             | Patrick Landmesser | 74,56 m         | Petr Novák         | Tomáš Mráček       |
| MR ČR 1998   | Jablonec nad Nisou | Patrick Landmesser | 74,64 m         | Miroslav Guzdek    | Miloš Steigauf     |
| MR ČR 1999   | Ostrava            | Patrick Landmesser | 75,86 m         | Miloš Steigauf     | Robert Srovnal     |
| MR ČR 2000   | Plzeň              | Miroslav Guzdek    | 78,76 m         | Patrick Landmesser | Radek Pejřimovský  |
| MR ČR 2001   | Jablonec nad Nisou | Miroslav Guzdek    | 77,80 m         | Michal Šafář       | Patrick Landmesser |
| MR ČR 2002   | Ostrava            | Miroslav Guzdek    | 74,96 m         | Radek Pejřimovský  | Vít Šimeček        |
| MR ČR 2003   | Olomouc            | Miroslav Guzdek    | 75,65 m         | Michal Šafář       | Petr Bělunek       |
| MR ČR 2004   | Plzeň              | Radek Pejřimovský  | 75,48 m         | Petr Bělunek       | Vít Šimeček        |
| MR ČR 2005   | Kladno             | Bělunek Petr       | 72,82 m         | Pejřimovský Radek  | Šimeček Vít        |
| MR ČR 2006   | Praha              | Jan Syrovátko      | 76,48 m         | Vítězslav Veselý   | Miroslav Guzdek    |
| MR ČR 2007   | Třinec             | Miroslav Guzdek    | 75,09 m         | Vítězslav Veselý   | Tomáš Krámský      |
| MR ČR 2008   | Tábor              | Vítězslav Veselý   | 76,80 m         | Miroslav Guzdek    | Petr Frydrych      |
| MR ČR 2009   | Praha              | Petr Frydrych      | 77,44 m         | Jakub Vadlejch     | Jan Syrovátko      |
| MR ČR 2010   | Třinec             | Vítězslav Veselý   | 81,72 m         | Jakub Vadlejch     | Jan Mihál          |
| MR ČR 2011   | Brno               | Vítězslav Veselý   | 77,22 m         | Jakub Vadlejch     | Jan Syrovátko      |
| MR ČR 2012   | Vyškov             | Vítězslav Veselý   | 81,15 m         | Petr Frydrych      | Jakub Vadlejch     |
| MR ČR 2013   | Tábor              | Petr Frydrych      | 75,46 m         | Jan Kubeš          | Jakub Vadlejch     |
| MR ČR 2014   | Ostrava            | Jakub Vadlejch     | 81,26 m         | Petr Frydrych      | Jaroslav Jílek     |
| MR ČR 2015   | Plzeň              | Jakub Vadlejch     | 81,91 m         | Jaroslav Jílek     | Petr Frydrych      |
| MR ČR 2016   | Tábor              | Vítězslav Veselý   | 77,92 m         | Petr Frydrych      | Martin Sklenář     |
| MR ČR 2017   | Třinec             | Jakub Vadlejch     | 87,07 m         | Jaroslav Jílek     | Petr Frydrych      |
| MR ČR 2018   | Kladno             | Petr Frydrych      | 83,85 m         | Jaroslav Jílek     | Štěpán Mikoška     |
| MR ČR 2019   | Brno               | Jakub Vadlejch     | 83,22 m         | Vítězslav Veselý   | Petr Frydrych      |
| MR ČR 2020   | Plzeň              | Petr Frydrych      | 79,38 m         | Jaroslav Jílek     | Vítězslav Veselý   |
| MR ČR 2021   | Zlín               | Jakub Vadlejch     | 82,04 m         | Vítězslav Veselý   | Martin Florian     |
| MR ČR 2022   | Hodonín            | Vítězslav Veselý   | 85,97 m         | Jakub Vadlejch     | Martin Konečný     |
| MR ČR 2023   | Tábor              | Jakub Vadlejch     | 84,68 m         | Martin Florian     | Kryštof Kozač      |
| MR ČR 2024   | Zlín               | Kryštof Kozač      | 79,13 m         | Jaroslav Jílek     | Martin Florian     |
| MR ČR 2025   |                    |                    |                 |                    |                    |

### Vícenásobné vítězky
- 15x Barbora Špotáková
- 13x Dana Zátopková
- 11x Nikola Tomečková
- 8x Elena Burgárová
- 6x Vlasta Hrbková
- 5x Elena Révayová
- 3x Jana Linková

### Ženy
| Rok          | Místo              | Zlato               | Výkon           | Stříbro                     | Bronz                |
| ------------ | ------------------ | ------------------- | --------------- | --------------------------- | -------------------- |
| MR ČSR 1945  | Praha              | Bohumila Petránková | 28,75 m         | Marie Sedláčková            | Jaroslava Kopečná    |
| MR ČSR 1946  | Praha              | Dana Ingrová        | 35,64 m         | Soňa Burianová              | Eva Preussová        |
| MR ČSR 1947  | Praha              | Dana Ingrová        | 32,36 m         | Drahomíra Reichlová         | Marta Komínová       |
| MR ČSR 1948  | Praha              | Dana Ingrová        | 40.00 m         | Soňa Buriánová              | Jaroslava Jungrová   |
| MR ČSR 1949  | Praha              | Dana Ingrová        | 40,10 m         | Soňa Burianová              | Dagmar Volfová       |
| MR ČSR 1950  | Bratislava         | Dana Zátopková      | 46,80 m         | Dagmar Volfová              | Libuše Žáková        |
| MR ČSR 1951  | Brno               | Dana Zátopková      | 48,01 m         | Libuše Žáková               | Alena Vejsová        |
| MR ČSR 1952  | Praha              | Dana Zátopková      | 46.62 m         | Libuše Žáková               | Alena Vejsová        |
| MR ČSR 1953  | Praha              | Libuše Žáková       | 43,09 m         | Alena Vejsová               | Marie Polášková      |
| MR ČSR 1954  | Ostrava            | Dana Zátopková      | 48,81 m         | Miloslava Maťátková         | Helena Korábová      |
| MR ČSR 1955  | Brno               | Dana Zátopková      | 46,07 m         | Miloslava Smejkalová        | Libuše Cikrdlová     |
| MR ČSR 1956  | Bratislava         | Dana Zátopková      | 49,95 m         | Miloslava Smejkalová        | Slavomila Jadavanová |
| MR ČSR 1957  | Praha              | Vlasta Pešková      | 43.53 m         | Miloslava Smejkalová        | Jarmila Řeháková     |
| MR ČSR 1958  | Ostrava            | Dana Zátopková      | 51.10 m         | Jana Jankovská              | Anna Čierna          |
| MR ČSR 1959  | Praha              | Dana Zátopková      | 52,20 m         | Vlasta Pešková              | Miloslava Smejkalová |
| MR ČSSR 1960 | Brno               | Dana Zátopková      | 52,50 m         | Miloslava Smejkalová        | Jana Majerová        |
| MR ČSSR 1961 | Praha              | Klára Kostanecká    | 45,64 m         | Věra Valášková-Kymlová      | Biruta Valaitisová   |
| MR ČSSR 1962 | Ostrava            | Anna Linhartová     | 48,96 m         | Vlasta Hrbková-Pešková      | Věra Valášková       |
| MR ČSSR 1963 | Hradec Králové     | Vlasta Hrbková      | 51,11 m         | Věra Valášková              | Anna Linhartová      |
| MR ČSSR 1964 | Praha              | Vlasta Hrbková      | 47,87 m         | Anna Pfingstnerová          | Klára Jarešová       |
| MR ČSSR 1965 | Zábřeh             | Vlasta Hrbková      | 49,06 m         | Ludmila Hermanová           | Anna Pfingstnerová   |
| MR ČSSR 1966 | Třinec             | Vlasta Hornychová   | 51,38 m         | Zdeňka Jílková              | Vlasta Tonová        |
| MR ČSSR 1967 | Sokolov            | Vlasta Hornychová   | 46,34 m         | Zdena Jílková               | Vlasta Tonová        |
| MR ČSSR 1968 | Jablonec nad Nisou | Marie Slováková     | 46,08 m         | Vlasta Tonová               | Jana Sedláčková      |
| MR ČSSR 1969 | Považská Bystrica  | Věra Antošová       | 47,90 m         | Emilie Filová               | Anna Pfingstnerová   |
| MR ČSSR 1970 | Ostrava            | Marie Slováková     | 49,54 m         | Jana Sedláčková             | Emilie Filová        |
| MR ČSSR 1971 | Praha              | Jana Linková        | 49,98 m         | Olga Jiráňová               | Marie Lapanová       |
| MR ČSSR 1972 | Praha              | Eva Kráľová         | 49,98 m         | Elena Kubáňová              | Jarmila Segeťová     |
| MR ČSSR 1973 | Banská Bystrica    | Jana Linková        | 54,06 m         | Elena Kubáňová              | Jarmila Segeťová     |
| MR ČSSR 1974 | Praha              | Alena Kloubcová     | 50,96 m         | Jarmila Segeťová            | Vlasta Ficová        |
| MR ČSSR 1975 | Bratislava         | Jana Linková        | 54,54 m         | Mária Laktišová             | Eva Kráľová          |
| MR ČSSR 1976 | Třinec             | Jarmila Segeťová    | 54,04 m         | Mária Laktišová             | Drahomíra Dryeová    |
| MR ČSSR 1977 | Ostrava            | Elena Burgárová     | 58,22 m         | Drahomíra Dryeová           | Mária Laktišová      |
| MR ČSSR 1978 | Praha              | Mária Laktišová     | 54,58 m         | Elena Burgárová             | Vlasta Vlasáková     |
| MR ČSSR 1979 | Praha              | Mária Laktišová     | 54,54 m         | Vlasta Vlasáková            | Jana Linková         |
| MR ČSSR 1980 | Praha              | Elena Burgárová     | 55,26 m         | Vlasta Vlasáková            | Radka Pelikánová     |
| MR ČSSR 1981 | Ostrava            | Elena Burgárová     | 58,74 m         | Kateřina Kotmelová          | Mária Laktišová      |
| MR ČSSR 1982 | Praha              | Elena Burgárová     | 56,90 m         | Kateřina Kotmelová          | Elena Révayová       |
| MR ČSSR 1983 | Praha              | Elena Burgárová     | 61,82 m         | Marie Fukalová              | Kateřina Kotmelová   |
| MR ČSSR 1984 | Praha              | Elena Burgárová     | 66,12 m         | Elena Révayová              | Helena Škeříková     |
| MR ČSSR 1985 | Praha              | Elena Burgárová     | 62,28 m         | Elena Révayová              | Marie Fukalová       |
| MR ČSSR 1986 | Bratislava         | Elena Burgárová     | 56,44 m         | Marie Fukalová              | Elena Révayová       |
| MR ČSSR 1987 | Třinec             | Elena Révayová      | 56,26 m         | Elena Burgárová             | Marie Fukalová       |
| MR ČSSR 1988 | Praha              | Elena Révayová      | 58,56 m         | Kateřina Kotmelová          | Jitka Štolfová       |
| MR ČSSR 1989 | Banská Bystrica    | Elena Révayová      | 56,26 m         | Jitka Štolfová              | Ivona Oravcová       |
| MR ČSFR 1990 | Praha              | Beata Buchalová     | 56,94 m         | Jitka Štolfová              | Elena Révayová       |
| MR ČSFR 1991 | Ostrava            | Elena Révayová      | 54,04 m         | Nikola Tomečková            | Beata Buchalová      |
| MR ČSFR 1992 | Nitra              | Elena Révayová      | 55,72 m         | Júlia Hofericová            | Nikola Tomečková     |
| MR ČR 1993   | Jablonec nad Nisou | Nikola Tomečková    | 52,26 m         | Irena Kopřivová             | Dana Lukešová        |
| MR ČR 1994   | Jablonec nad Nisou | Nikola Tomečková    | 54,74 m         | Júlia Kovaříková            | Dana Lukešová        |
| MR ČR 1995   | Ostrava            | Nikola Tomečková    | 63,80 m         | Júlia Kovaříková-Hofericová | Andrea Aranovská     |
| MR ČR 1996   | Praha              | Nikola Tomečková    | 56,44 m         | Romana Guzdková             | Michaela Jačková     |
| MR ČR 1997   | Třinec             | Nikola Tomečková    | 62,96 m         | Helena Brejchová            | Jarmila Klimešová    |
| MR ČR 1998   | Jablonec nad Nisou | Nikola Tomečková    | 61,45 m         | Helena Brejchová            | Michaela Jačková     |
| MR ČR 1999   | Ostrava            | Nikola Tomečková    | 58,46 m         | Jarmila Klimešová           | Michaela Jačková     |
| MR ČR 2000   | Plzeň              | Nikola Tomečková    | 63,22 m         | Jarmila Klimešová           | Barbora Špotáková    |
| MR ČR 2001   | Jablonec nad Nisou | Nikola Tomečková    | 61,71 m         | Barbora Špotáková           | Jarmila Klimešová    |
| MR ČR 2002   | Ostrava            | Nikola Tomečková    | 58,41 m         | Barbora Špotáková           | Jitka Lázničková     |
| MR ČR 2003   | Olomouc            | Barbora Špotáková   | 52,20 m         | Michaela Jačková            | Helena Brejchová     |
| MR ČR 2004   | Plzeň              | Nikola Brejchová    | 64,08 m         | Jarmila Klimešová           | Barbora Špotáková    |
| MR ČR 2005   | Kladno             | Barbora Špotáková   | 61,91 m         | Hana Kadlecová              | Lenka Lantová        |
| MR ČR 2006   | Praha              | Barbora Špotáková   | 65,50 m         | Jarmila Klimešová           | Nikola Brejchová     |
| MR ČR 2007   | Třinec             | Barbora Špotáková   | 58,17 m         | Jarmila Klimešová           | Nikola Ogrodníková   |
| MR ČR 2008   | Tábor              | Barbora Špotáková   | 64,47 m         | Jarmila Klimešová           | Kateřina Žofková     |
| MR ČR 2009   | Praha              | Barbora Špotáková   | 67,58 m Rek. MR | Jarmila Klimešová           | Irena Šedivá         |
| MR ČR 2010   | Třinec             | Barbora Špotáková   | 61,32 m         | Jarmila Klimešová           | Nikola Ogrodníková   |
| MR ČR 2011   | Brno               | Barbora Špotáková   | 64,65 m         | Jarmila Klimešová           | Irena Šedivá         |
| MR ČR 2012   | Vyškov             | Barbora Špotáková   | 64,40 m         | Irena Šedivá                | Jarmila Klimešová    |
| MR ČR 2013   | Tábor              | Petra Andrejsková   | 53,28 m         | Irena Šedivá                | Nikola Ogrodníková   |
| MR ČR 2014   | Ostrava            | Petra Andrejsková   | 57,48 m         | Jarmila Jurkovičová         | Irena Šedivá         |
| MR ČR 2015   | Plzeň              | Barbora Špotáková   | 61,00 m         | Irena Šedivá                | Jarmila Jurkovičová  |
| MR ČR 2016   | Tábor              | Barbora Špotáková   | 66,87 m         | Jarmila Jurkovičová         | Nikol Tabačková      |
| MR ČR 2017   | Třinec             | Barbora Špotáková   | 64,09 m         | Nikola Ogrodníková          | Nikol Tabačková      |
| MR ČR 2018   | Kladno             | Nikola Ogrodníková  | 62,24 m         | Irena Šedivá                | Jarmila Jurkovičová  |
| MR ČR 2019   | Brno               | Barbora Špotáková   | 63,14 m         | Irena Šedivá                | Nikola Ogrodníková   |
| MR ČR 2020   | Plzeň              | Nikola Ogrodníková  | 61,41 m         | Barbora Špotáková           | Martina Píšová       |
| MR ČR 2021   | Zlín               | Barbora Špotáková   | 61,38 m         | Martina Píšová              | Irena Gillarová      |
| MR ČR 2022   | Hodonín            | Barbora Špotáková   | 60,90 m         | Nikol Tabačková             | Nikola Ogrodníková   |
| MR ČR 2023   | Tábor              | Petra Sičaková      | 58,60 m         | Barbora Špotáková           | Nikol Tabačková      |
| MR ČR 2024   | Zlín               | Nikola Ogrodníková  | 61,19 m         | Nikol Tabačková             | Petra Sičaková       |
| MR ČR 2025   |                    |                     |                 |                             |                      |